# 청도 용천사 대웅전
청도 용천사 대웅전(淸道 湧泉寺 大雄殿)은 대한민국 경상북도 청도군 각북면 오산리, 용천사에 있는 조선시대의 대웅전이다. 1996년 7월 16일 경상북도의 유형문화재 제295호로 지정되었다.

## 참고 자료
- 용천사대웅전 - 국가유산청 국가유산포털